# Gmina związkowa Südeifel
Gmina związkowa Südeifel (niem. Verbandsgemeinde Südeifel) – gmina związkowa w Niemczech, w kraju związkowym Nadrenia-Palatynat, w powiecie Eifel Bitburg-Prüm. Siedziba gminy związkowej znajduje się w mieście Neuerburg. Powstała 1 lipca 2014 z połączenia gminy związkowej Irrel z gminą związkową Neuerburg.   

## Podział administracyjny
Gmina związkowa zrzesza 66 gmin, w tym jedną gminę miejską (Stadt) oraz 65 gmin wiejskich:
| * Affler                    | * Heilbach           | * Niederraden           |
| * Alsdorf                   | * Herbstmühle        | * Niederweis            |
| * Altscheid                 | * Holsthum           | * Niehl                 |
| * Ammeldingen an der Our    | * Hommerdingen       | * Nusbaum               |
| * Ammeldingen bei Neuerburg | * Hütten             | * Obergeckler           |
| * Bauler                    | * Hüttingen bei Lahr | * Peffingen             |
| * Berkoth                   | * Irrel              | * Plascheid             |
| * Berscheid                 | * Karlshausen        | * Prümzurlay            |
| * Biesdorf                  | * Kaschenbach        | * Rodershausen          |
| * Bollendorf                | * Keppeshausen       | * Roth an der Our       |
| * Burg                      | * Körperich          | * Schankweiler          |
| * Dauwelshausen             | * Koxhausen          | * Scheitenkorb          |
| * Echternacherbrück         | * Kruchten           | * Scheuern              |
| * Eisenach                  | * Lahr               | * Sevenig bei Neuerburg |
| * Emmelbaum                 | * Leimbach           | * Sinspelt              |
| * Ernzen                    | * Menningen          | * Übereisenbach         |
| * Ferschweiler              | * Mettendorf         | * Uppershausen          |
| * Fischbach-Oberraden       | * Minden             | * Utscheid              |
| * Geichlingen               | * Muxerath           | * Waldhof-Falkenstein   |
| * Gemünd                    | * Nasingen           | * Wallendorf            |
| * Gentingen                 | * Neuerburg          | * Weidingen             |
| * Gilzem                    | * Niedergeckler      | * Zweifelscheid         |